# Tony Terran
Anthony Terran (Buffalo, 30 mei 1926 – Los Angeles, 20 maart 2017) was een Amerikaanse trompettist en sessiemuzikant in de jazz en popmuziek. Hij was een van de musici van The Wrecking Crew, een groep studiomuzikanten die in de jaren zestig en zeventig meespeelde op succesvolle en soms belangrijke platen in de pop, rockmuziek en rhythm-and-blues (waaronder platen van Phil Spector, The Beach Boys en Frank Sinatra). Terran was thuis in allerlei muziekstijlen en was een bron van invloed in de muziekscene van Los Angeles. Hij speelde ook mee op de muziek voor televisieprogramma's en films, waaronder de beroemde shows van Lucille Ball.

## Beginjaren, Desi Arnez en Lucille Ball
Terran speelde al tijdens zijn highschool-tijd in 'live' uitgezonden radioshows. Hij toerde met het orkest van Horace Heidt en in 1944 kwam hij terecht in Los Angeles, waar hij werkte voor de radioshow van Bob Hope. Het orkest van Hope werd geleid door Desi Arnez. Hij speelde met Arnez' orkest in theaters en ballrooms en was lid van het orkest van 'Ricky Ricardo', het personage van Arnez in de langlopende televisieshow rond zijn vrouw Lucille Ball: "I Love Lucy", dat in 1951 begon. Terran speelde zo mee op de eerste Amerikaanse televisie-sitcom en hij was ook orkestlid in de daaropvolgende shows. Tot aan zijn overlijden in 2017 was Terran het laatste nog levende lid van het Desi Arnez Orchestra dat in "I Love Lucy" speelde.

## Studiomuzikant
Terran trad op met of nam op met talloze artiesten en groepen, waaronder The Baja Marimba Band, The Beach Boys, The Beatles, Bee Gees, Ray Charles, Chicago, Nat King Cole, Perry Como, Bob Dylan, Ella Fitzgerald, Benny Goodman, Bob Hope, Michael Jackson, Eartha Kitt, Peggy Lee, Madonna (I'm Breathless), Dean Martin, Elvis Presley, Bonnie Raitt (Takin' My Time), Linda Ronstadt, Diana Ross, Frank Sinatra, Barbra Streisand, The Tijuana Brass, en Tom Waits.
Hij was tevens te horen in tv-shows en films zoals I Love Lucy, The Lucy Show, Here's Lucy, The Brady Bunch, I Dream of Jeannie, Get Smart, Happy Days, Popeye, The Carol Burnett Show, Star Trek, Mission Impossible, Cheers, L.A. Law, The Simpsons, Rocky I, II en III, The Karate Kid I, II en III, The Natural, All the President's Men, Broadcast News, Field of Dreams, Blazing Saddles, Grease, An Officer and a Gentleman, Ghostbusters, Close Encounters of the Third Kind en The Deep.
Terran werkte verder voor componisten en orkestleiders als Nelson Riddle, John Williams, Patrick Williams, David Shire, Lalo Schifrin, Elmer Bernstein, Jerry Goldsmith, Henry Mancini, Johnny Mandel, James Horner, Johnny Mandel, Charles Fox en John Barry.

## Prijzen
Terran kreeg in 1974 een Most Valuable Player-award van de National Academy of Recording Arts and Sciences.

## Persoonlijk leven
Terran was getrouwd met zangeres/danseres Avalon Adele Kirkham (1963-1976) en kreeg met haar vier kinderen.
Terran overleed in Los Angeles op 90-jarige leeftijd.

## Discografie (selectie)

### Als leider
- The Song's Been Sung (Imperial, 1966)

### Als sideman
met Chet Baker
- Blood, Chet and Tears (Verve, 1970)

met het Henri René Orchestra
- RCA Victor Presents Eartha Kitt (RCA, 1953)
- That Bad Eartha (EP) (RCA, 1954)
- Down To Eartha (RCA, 1955)
- That Bad Eartha (LP) (RCA, 1956)
- Thursday's Child (RCA, 1957)

met Lalo Schifrin
- Music from Mission: Impossible (Dot, 1967)
- There's a Whole Lalo Schifrin Goin' On (Dot, 1968)
- Bullitt (soundtrack) (Warner Bros., 1968)
- Enter the Dragon (soundtrack) (Warner Bros., 1973)